# Santar (Nelas)
Santar és una antiga freguesia portuguesa del municipi de Nelas, amb 12,47 km² d'àrea i 1.042 habitants (en el cens del 2011). La densitat poblacional n'era de 83,6 hab/km². Esdevingué vila pel decret núm. 15128 de 21 de març del 1928, que també conferiu el mateix estatut a la freguesia de Canas de Senhorim, al mateix municipi. A més de la localitat de Santar, integren l'antiga freguesia els llogarets de Casal Sancho i Fontanheiras.
Fou agregada en la reorganització administrativa del 2012-2013 al territori de la Unió de Freguesies de Santar i Moreira.

## Població

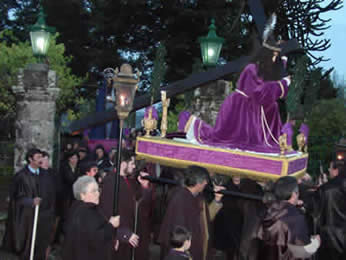
Setmana Santa a Santar

| Població de la freguesia de Santar | Població de la freguesia de Santar | Població de la freguesia de Santar | Població de la freguesia de Santar | Població de la freguesia de Santar | Població de la freguesia de Santar | Població de la freguesia de Santar | Població de la freguesia de Santar | Població de la freguesia de Santar | Població de la freguesia de Santar | Població de la freguesia de Santar | Població de la freguesia de Santar | Població de la freguesia de Santar | Població de la freguesia de Santar | Població de la freguesia de Santar |
| ---------------------------------- | ---------------------------------- | ---------------------------------- | ---------------------------------- | ---------------------------------- | ---------------------------------- | ---------------------------------- | ---------------------------------- | ---------------------------------- | ---------------------------------- | ---------------------------------- | ---------------------------------- | ---------------------------------- | ---------------------------------- | ---------------------------------- |
| 1864                               | 1878                               | 1890                               | 1900                               | 1911                               | 1920                               | 1930                               | 1940                               | 1950                               | 1960                               | 1970                               | 1981                               | 1991                               | 2001                               | 2011                               |
| 2 267                              | 2 530                              | 2 310                              | 2 531                              | 2 585                              | 2 491                              | 2 710                              | 2 815                              | 2 845                              | 2 685                              | 2 327                              | 2 343                              | 1 253                              | 1 156                              | 1 042                              |

Amb llogarets d'aquesta freguesia es creà, per la Llei núm. 29/86, de 23 d'agost, la freguesia de Santar

## Patrimoni
- Casa do Soito i Paço dos Cunhas

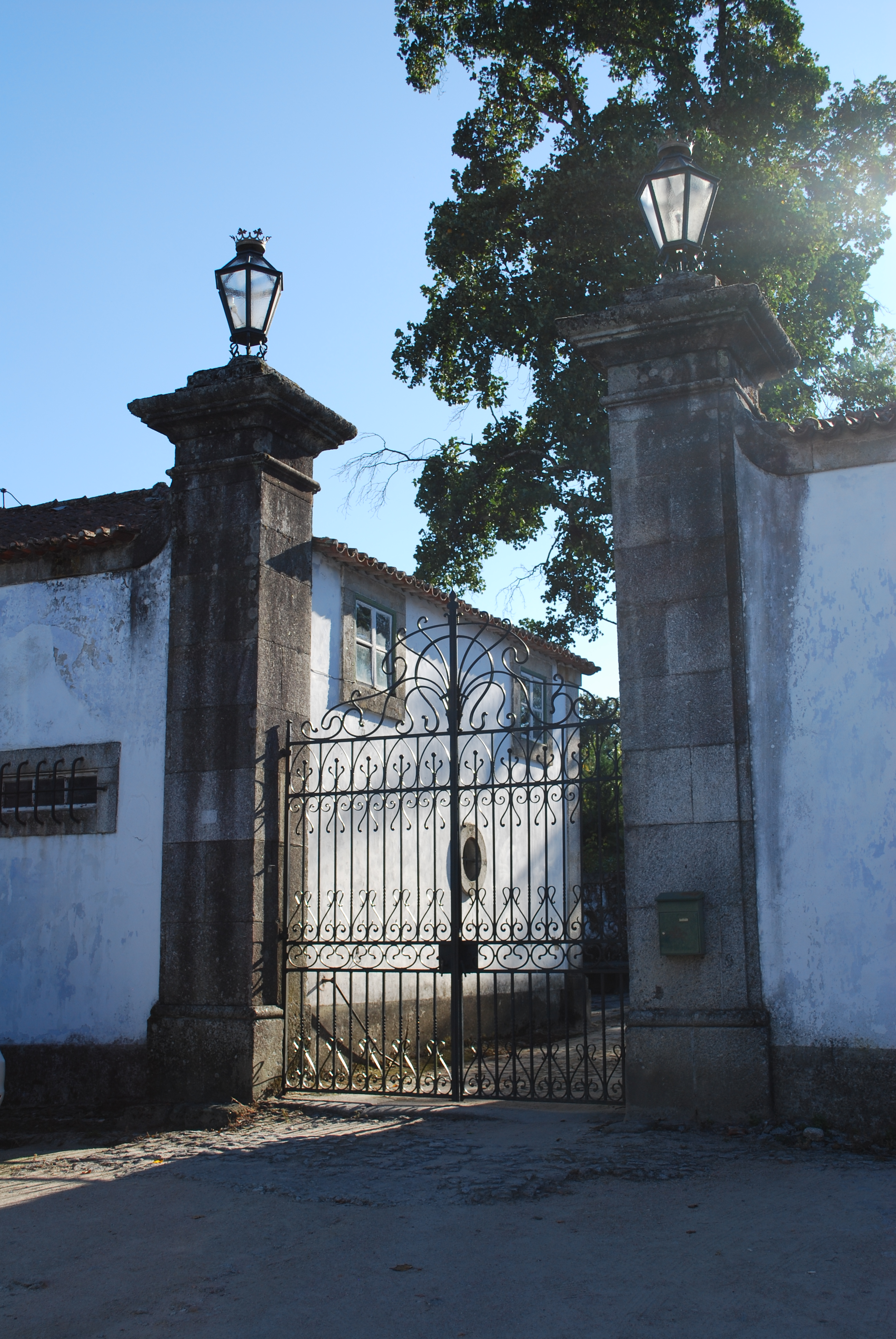
Casa das Fidalgas (entrada).

- Església de la Santa Casa de la Misericòrdia de Santar[3]
- Casa das Fidalgas
- Casa i quinta de Santar